# Осквернение гостии

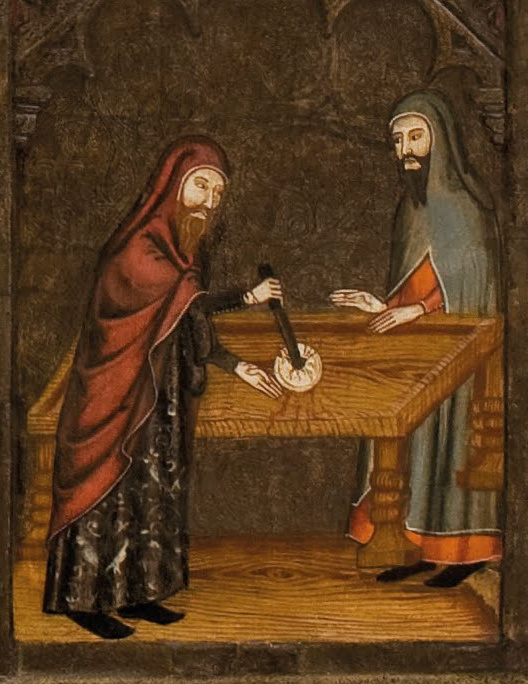
Осквернение гостии, мастер Вальбоны-де-ле-Монж, XIV век

Осквернение гостии («жертвенный навет») — кощунственные действия над гостией (хлебом для таинства причастия) в католической и лютеранской церквах), традиционно приписываемые евреям. Обвинения в осквернении гостии были распространены в Европе в Средневековье. Они приводили к погромам, изгнаниям и казням евреев.
Осквернение гостии принадлежит к числу мифических представлений, которые выражают химерический антисемитизм.

## История
Старое христианское представление о пресуществлении, согласно которому в таинстве евхаристии (освящения) существо хлеба и вина превращается в тело и кровь Христа, в 1215 году Католической церковью на Четвертом Латеранском соборе было возведено в ранг центрального таинства средневековой церкви, что дало почву для реакции на любые возражения или предполагаемые осквернения гостии. Несогласные внутри церкви стали рассматриваться как еретики, они подвергались высмеиванию и нападкам за их несогласие с верой в превращение существа хлеба и вина. Однако особая враждебность, вызванная христианскими представлениями о евхаристическом хлебе, была направлена на евреев, которые обвинялись в том, что они крали или покупали, а затем «закалывали», «пытали» и сжигали гостию. Евреев обвиняли в нападении на само тело Христа, утверждалось, что, оскверняя хлеб для причастия, они воспроизводят Распятие Христа. Обвиняемые считались двуличными, поскольку, несмотря на то, что публично евреи отрицали божественность Иисуса, тайно они признавали Христа и основные церковные доктрины, иначе не повторяли бы Распятие.
Как отмечает историк Мири Рубин, изначально мотивы обвинения в ритуальном убийстве и обвинения в осквернении гостии были различными, но позднее легко соединялись и переплетались между собой. Осквернение гостии является проекцией собственных представлений христиан на иноверцев.

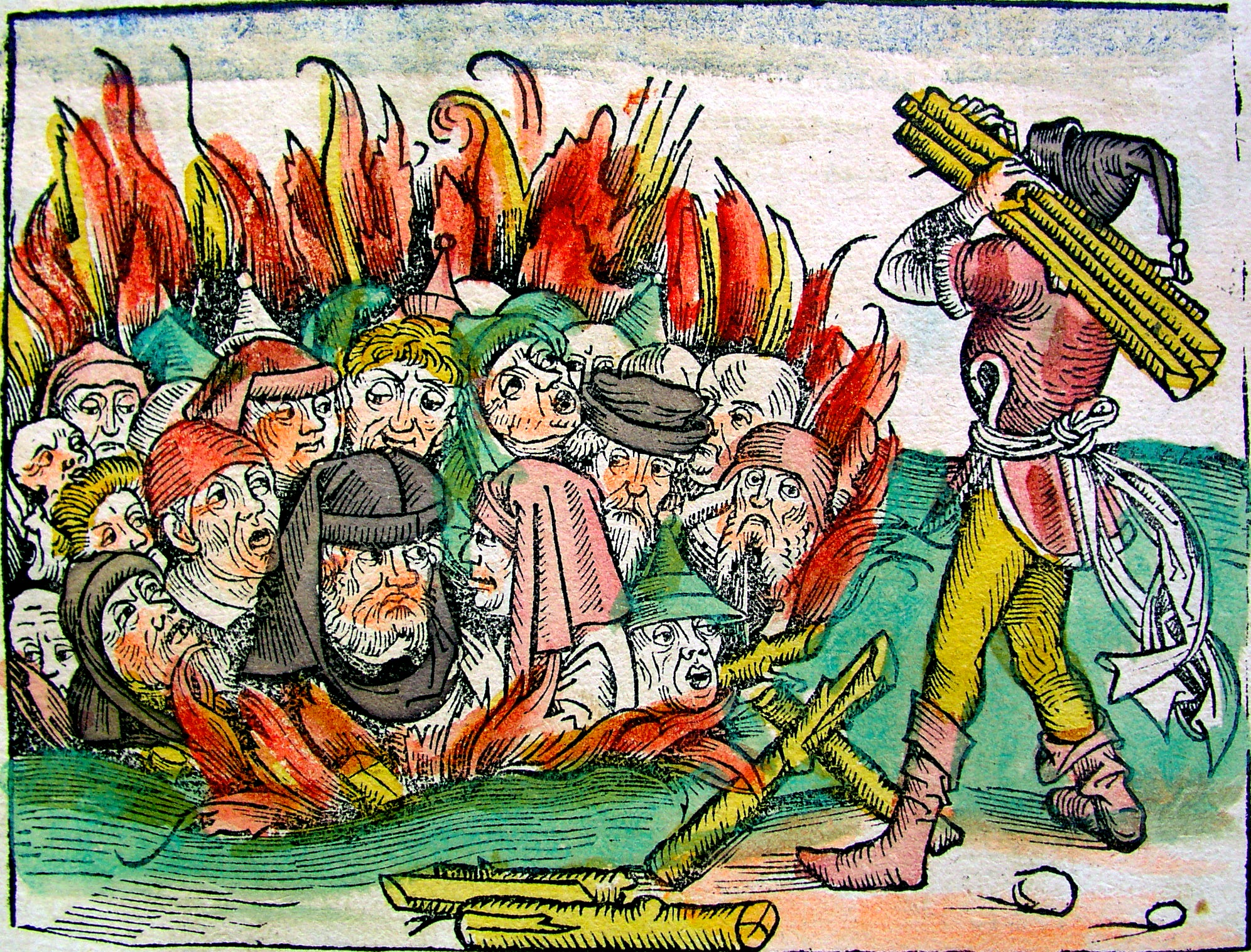
Сожжение евреев в Деггендорфе (Бавария) из-за обвинения в осквернении гостии (1338). Ксилография из «Нюрнбергской хроники» (1493)

Обвинения в осквернении гостии впервые появились в XIII веке. Самый ранний случай зафиксирован в Белице, недалеко от Берлина, и относится к 1243 году. Обвиняемые евреи были сожжены на костре. Обвинения повторялось по всей Европе вплоть до XIX века. Среди центральных эпизодов — случаи в Париже в 1290 году, в Деггендорфе в Баварии в 1337—1338 годах и в Кноблаухе недалеко от Берлина в 1510 году. Навет в Кноблаухе привёл к жестокой казни 38 евреев и изгнанию еврейского населения со всей территории Бранденбургского княжества. Также отмечаются инциденты в Барселоне (1367), Брюсселе (1370), Теруэле и Уэске (Испания, 1377), Познани (1399), Сеговии (1415). Обвинением в осквернении гостии сопровождался кровавый навет в Ла-Гуардия в Испании, в 1490—1491 годах. Всего известно около ста таких эпизодов.
Жертвами таких обвинений становились и марраны, оставшиеся в Португалии после изгнания из страны евреев (1496—1497). Когда в 1671 году из одной из церквей Лиссабона была украдена дарохранительница, в которой находилась освященная гостия, королевским двором был объявлен траур и был издан эдикт об изгнании всех «новых христиан» с земель Португалии. Впоследствии выяснилось, что виновником был обычный вор.
В 1761 году из-за навета в осквернении гостии были лишены жизни несколько евреев в Нанси (Франция). В 1836 году обвинение в осквернении гостии было выдвинуто в Румынии.

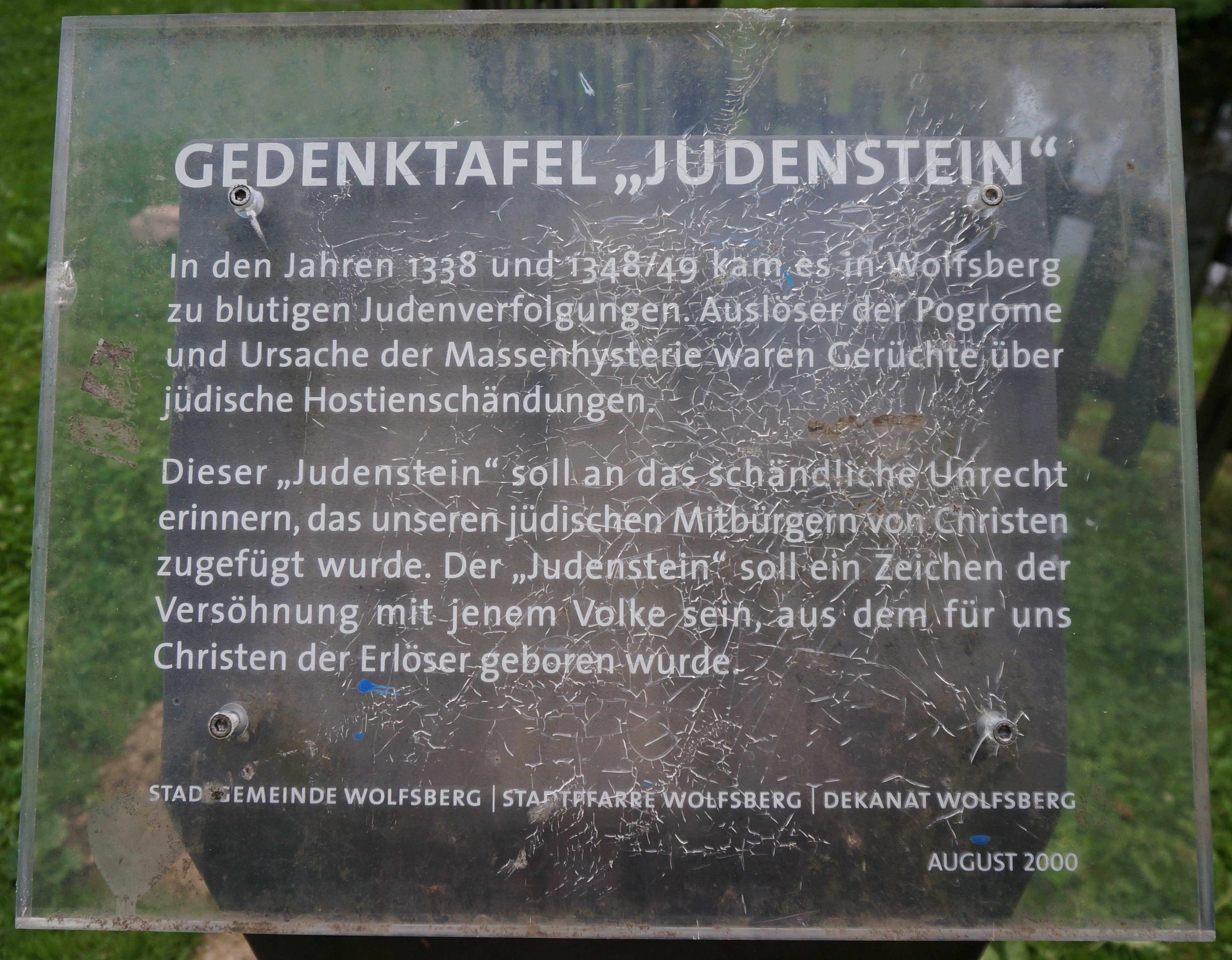
Мемориальный знак в память еврейских жертв навета об осквернении гостии в Вольфсберге (Каринтия) в XIV веке. Установлен в 2000 году рядом с антисемитским памятником, крестом с тремя воскресшими, согласно местной легенде, гостиями

Согласно хронике баварских герцогов 1338 года: «Евреи резали католическую гостию каждый в своей синагоге и в ряду других издевательств пронзали её острыми шипами, пока она не истекала кровью. Поэтому около праздника Святого Михаила во всех городах Баварии и Австрии, за исключением Регенсбурга и Вены, они были жалким образом и жестоко убиты бедняками».
По мнению ряда учёных, обвинения в осквернении гостии представляли собой одну сторону атаки на средневековое еврейство — наряду с обвинениями в ритуальном убийстве. Эти обвинения ознаменовали резкий рост народных антиеврейских настроений в XIII веке. Евреи стигматизировались как заклятые враги христиан и христианства.
Сюжеты о похищении евреями гостии из костёла и надругательстве над ней примыкают к народному кровавому навету. Современные рассказы демонстрируют представление, что если евреи манипулируют с гостией, значит, признают её сакральность и в конечном итоге праведность христианской веры. Кроме того, такие рассказы включаются в круг повествования об осквернении святынь, таких как причастие, святые дары, сакральные изображения, в ходе колдовских практик.

## В искусстве
Обвинения в осквернении гостии часто приводили к созданию литературных нарративов и художественных образов, которые демонизировали евреев. В этих сюжетах часто подчёркивалось, что гостия обладает сильными магическими свойствами и будет защищать себя от нападений. Литературные памятники отражали преследования, казни или изгнания обвиняемых евреев из региона их преступлений. Заявленные места совершения преступления часто становились местами паломничества.
Тема осквернения гостии нашла отражение в искусстве. Часовня в Пулькау (Австрия) украшена полотном 1520 года, изображающим осквернение гостии. В 1465—1469 годах флорентийским художником Паоло Учелло был написал цикл из шести картин «История об осквернении святыни». В 1929 году Сальвадор Дали написал картину «Осквернение гостии».
Цикл картин Учелло «История об осквернении святыни»:

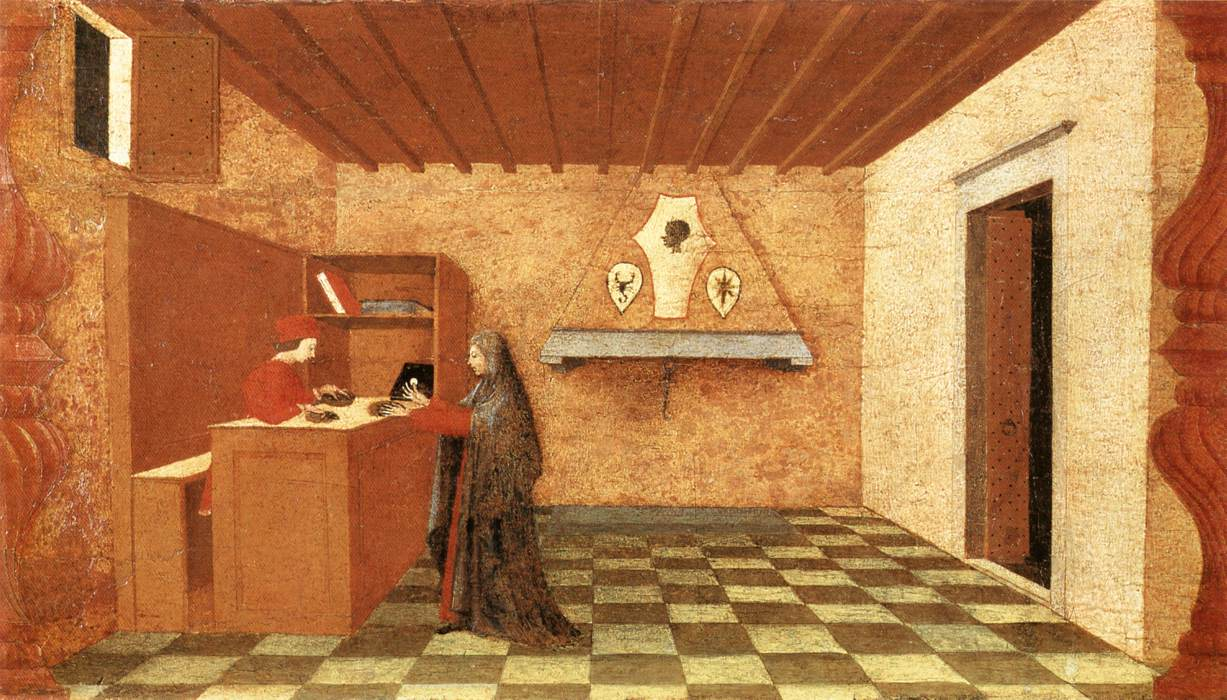
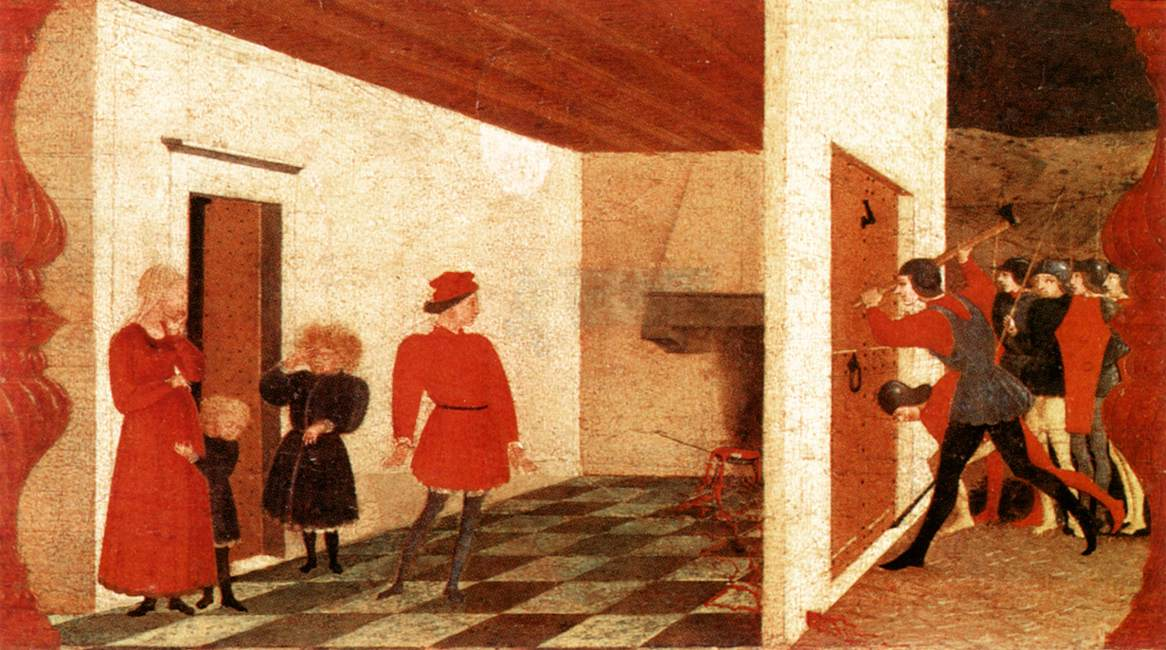
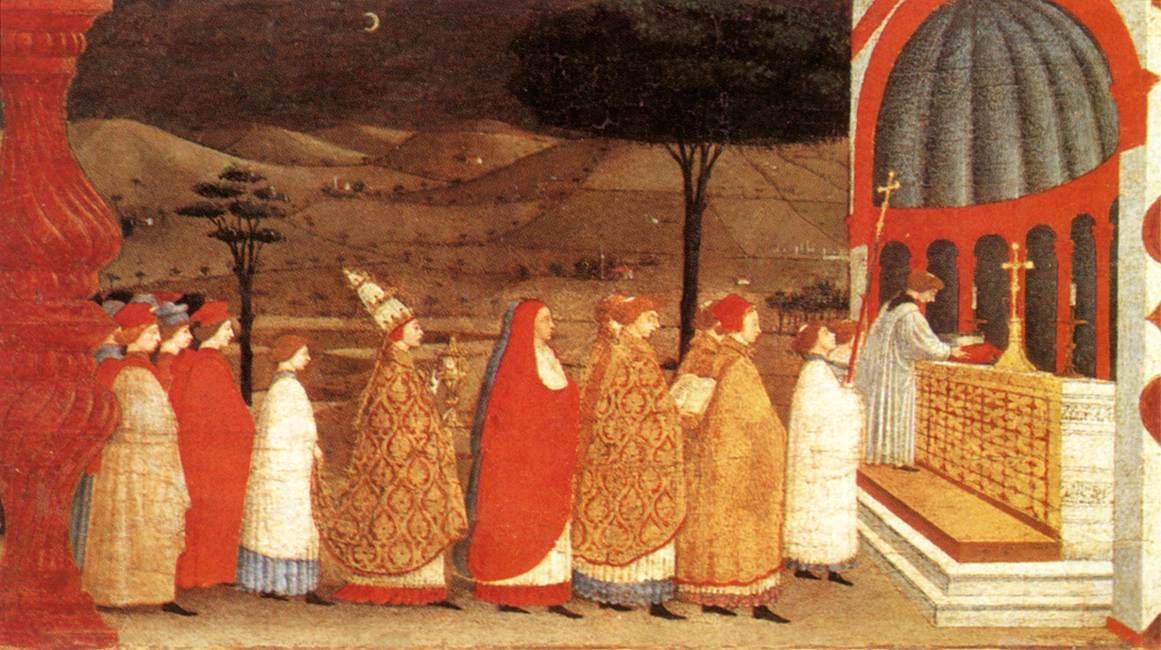
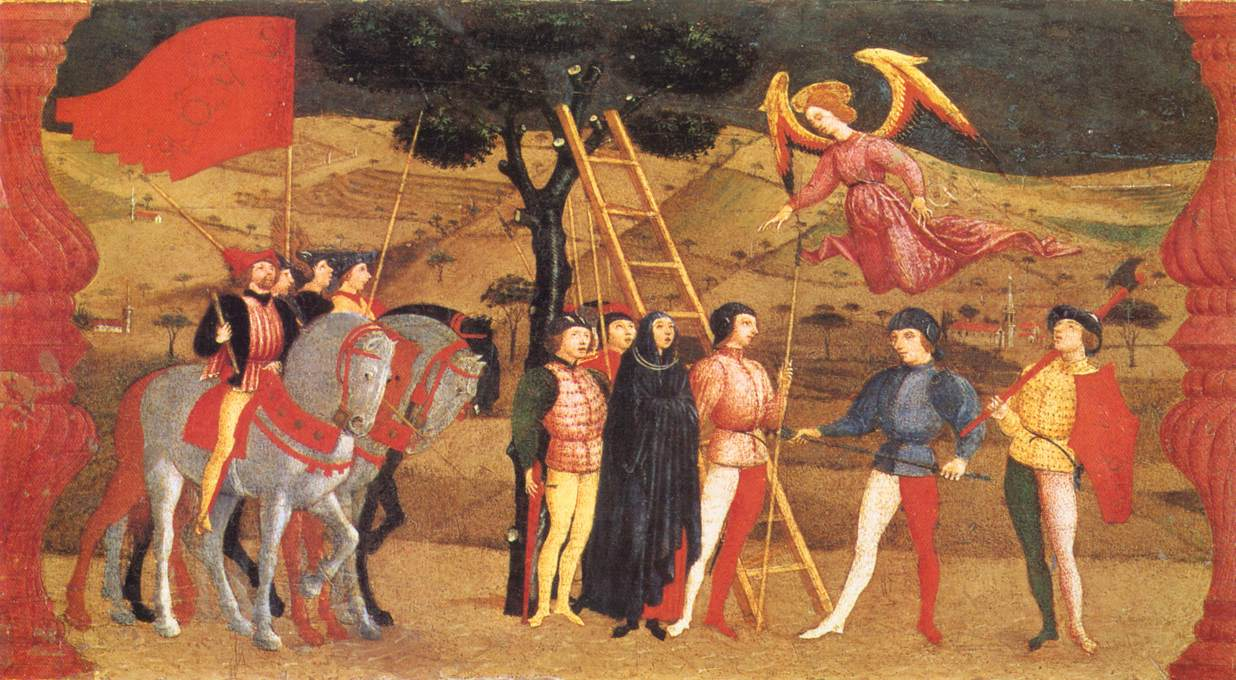
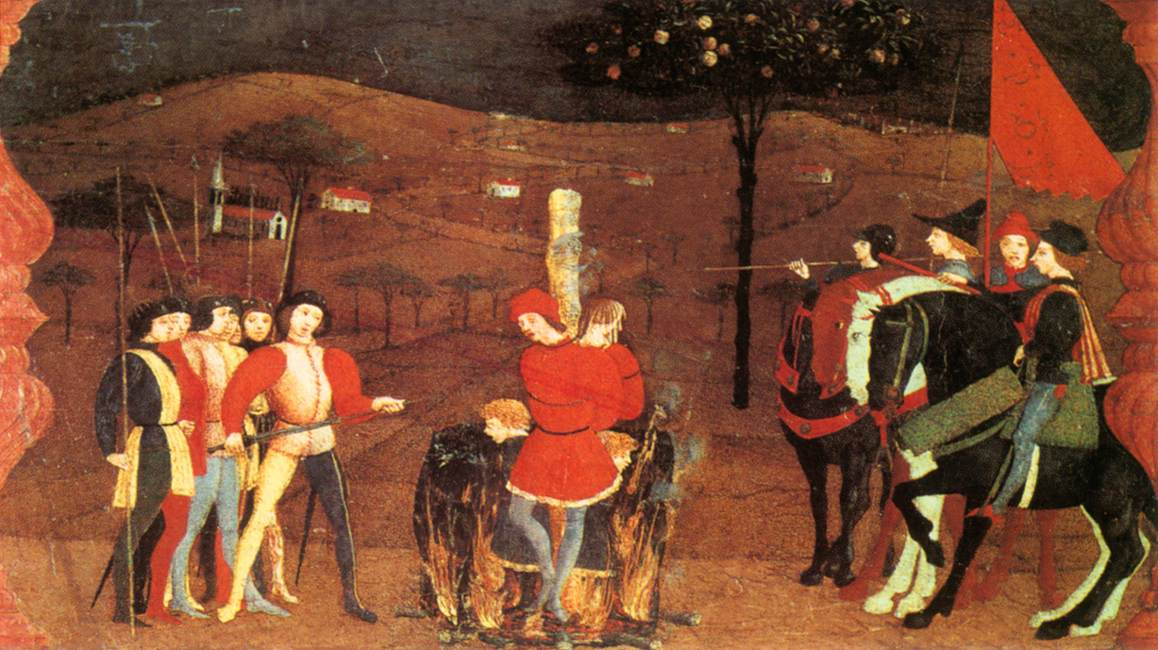
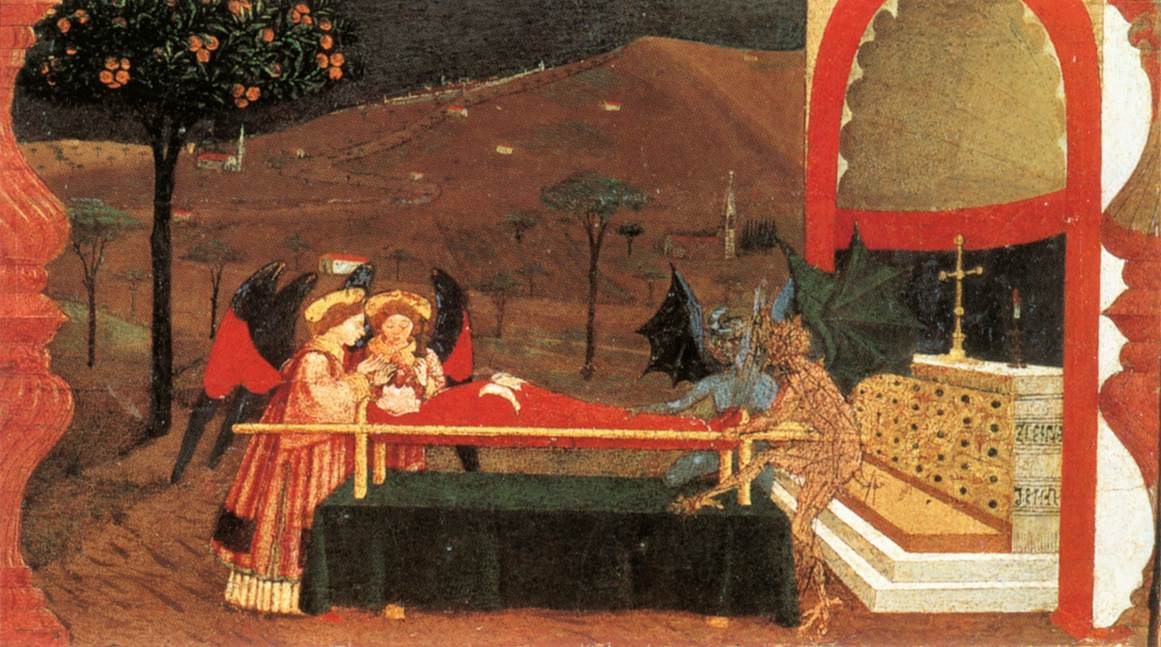